# Мандевилла Сандера
Мандевилла Сандера (лат. Mandevilla sanderi) — вьющееся цветковое растение, вид рода Мандевилла (Росянка) семейства Кутровые (Apocynaceae), эндемик штата Рио-де-Жанейро в Бразилии. Быстрорастущее, ползучее, многолетнее растение. Выращивается в декоративных целях.

## Ботаническое описание

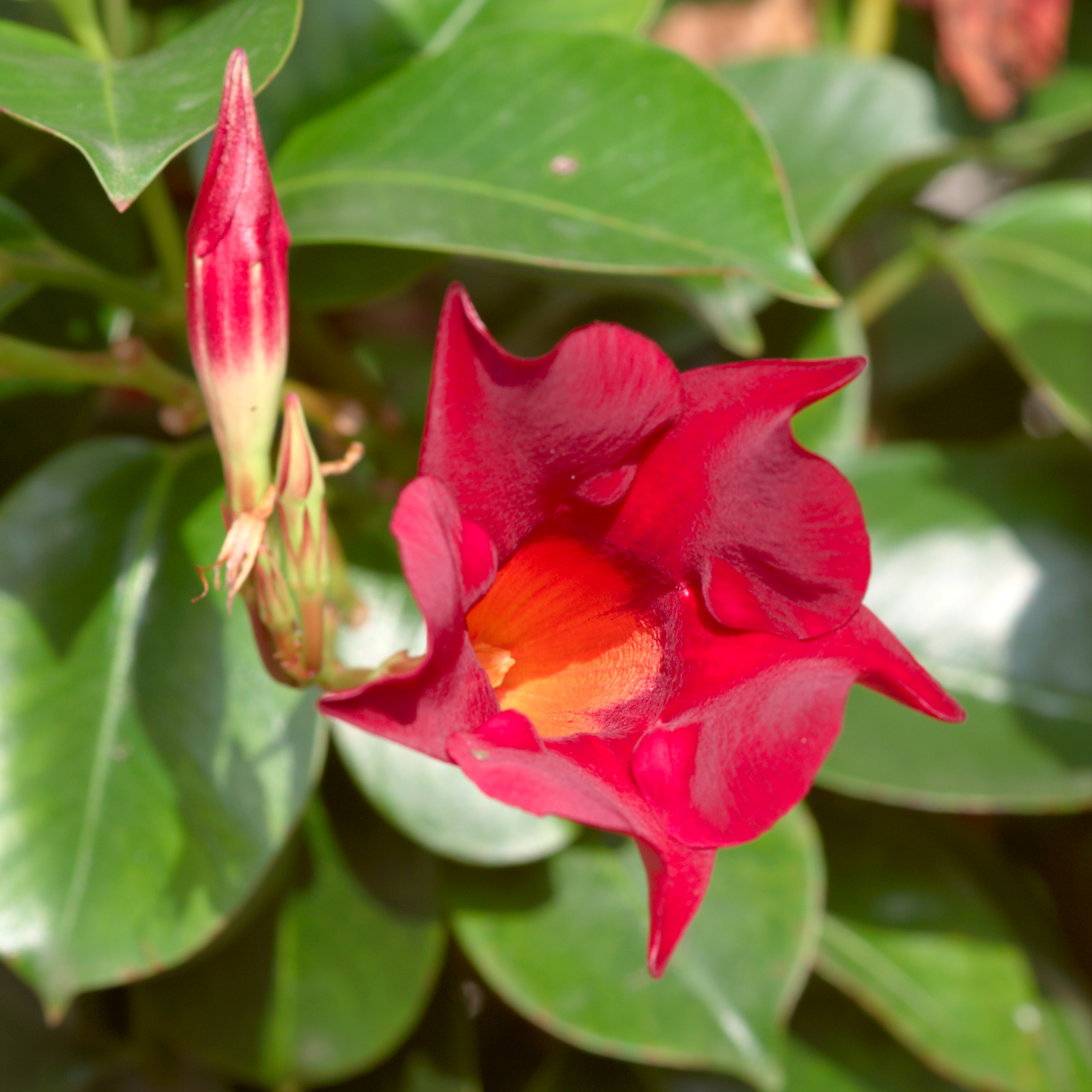
Распускающийся цветок

Mandevilla sanderi — ползучий густой кустарник высотой до 2-3 м, в тёплом климате может достигать до 4,5 м. Способен развивать длинные древесные стебли на основе лигнина и лазать, обвиваясь вокруг вертикальной опоры. Характеризуется длинными междоузлиями, небольшими листьями и стеблем, редко несущим цветки. Растение содержит белый вязкий и ядовитый латекс, который может вызывать раздражение. Помимо тонких корней, у вида большие клубневые корни, которые содержат крахмал и запас воды, что позволяет ему выдерживать засуху. Вечнозелёные, черешковые, толстые, кожистые, тёмно-зелёные супротивные листья до 6 см в длину. Листья овально-эллиптические, длиной 5-6 см, с блестящей верхней поверхностью и толстым эпидермисом и кончик — короткий заострённый.
Соцветие — кисть. Цветок — крупный розово-красный 4-7 см в диаметре. У каждого цветка чаша с пятью ланцетно-шиловидными лепестками. Период цветения — с весны до осени. Цветки растут постепенно с начала лета до конца зимы, отрастая по 2-3 на стеблях в углах листьев. Плод — сухая капсула.

## Таксономия
Вид Mandevilla sanderi впервые официально описал английский ботаник, работавший в Королевских ботанических садах в Кью, Уильям Хемсли, который назвал его Dipladenia sanderi в 1896 году. Однако в 1933 году Роберт Э. Вудсон, который провёл большое таксономическое исследование семейства Apocynaceae, внёс значительные изменения в род Mandevilla, включив в туда несколько родов, таких как Dipladenia, и вид получил название Mandevilla sanderi. Видовой эпитет — в честь Генри Фредерика Конрада Сандера (1847—1920), садовода и коллекционера из Хартфордшира (Великобритания), который привёз растение из Бразилии..

## Культивирование
В регионах Европы с умеренным климатом Mandevilla sanderi обычно выращивают в горшках в помещении и, возможно, летом на открытом воздухе. Садовые формы обычно продаются под названием Dipladenia.
В помещении растение требует светлого защищенного от сквозняков места. В открытом грунте выдерживает засуху, но не выдерживает мороза и погибает.
Растение требует регулярного полива в период цветения. Его предпочитают опрыскивать некальцинированной водой. Каждые две недели рекомендуется добавлять удобрения для цветущих растений при поливе летом. Важнейшим условием хорошего роста является обеспечение растения постоянной и высокой влажностью воздуха.

## Сорта
Вид широко используется как декоративное растение. Выведено множество сортов.
Наиболее известные сорта:
- Sundaville 'Moulin Rouge', красно-алые бархатистые цветы, с прозрачной чашей
- Sundaville 'Dark Red' (2008), тёмно-красные цветки
- Sundaville 'Cream Pink' (2008), бледно-розовые цветки
- Tropidenia, розовые цветки

Другие сорта: Mandevilla 'Red Riding Hood' с бледно-красными цветками, 'My Fair Lady' с белыми цветками, жёлтой трубкой и розовыми бутонами, 'Alba' с белыми цветками, 'Rosea' с бледно-розовыми цветками и жёлтой трубкой.

## Галерея

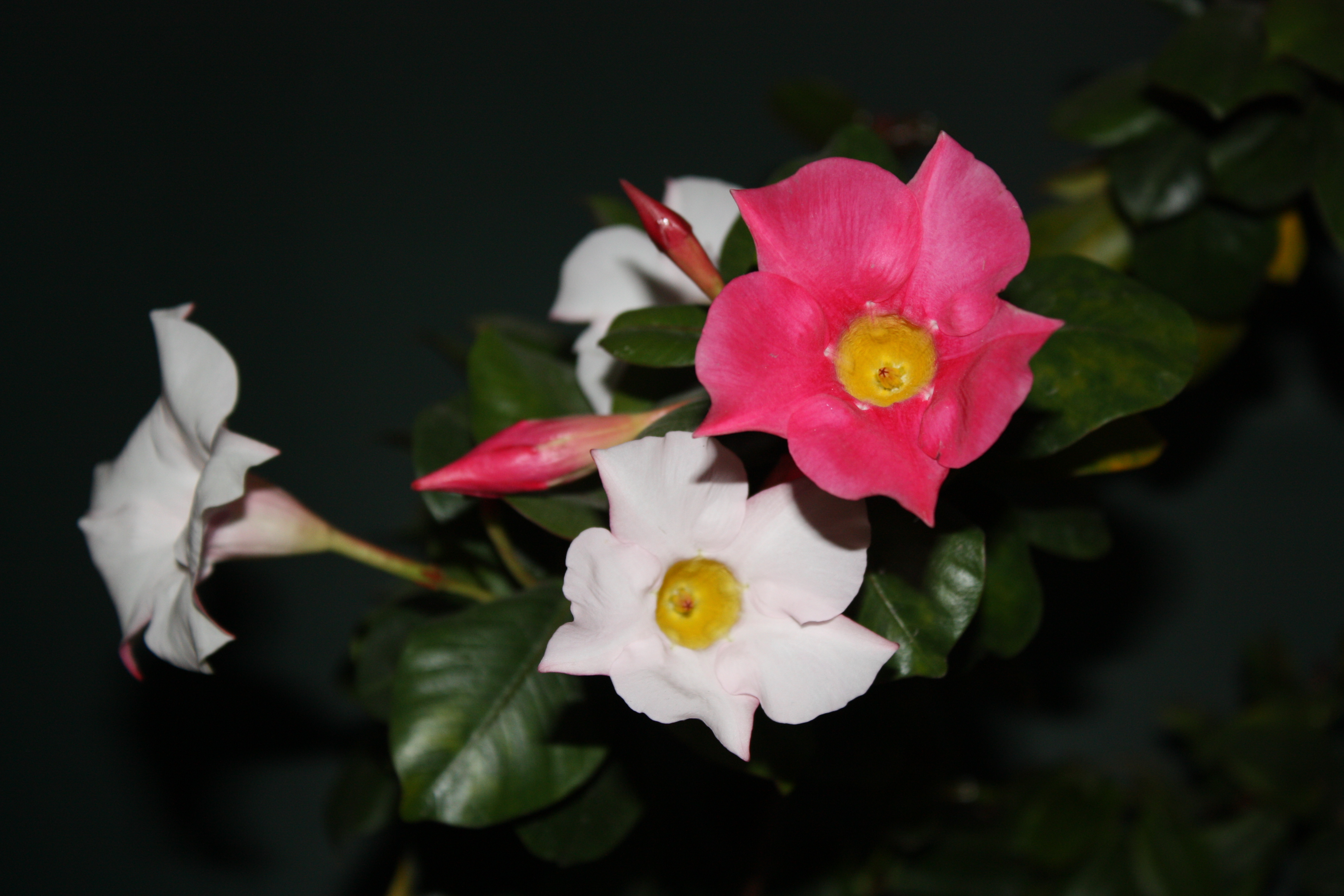
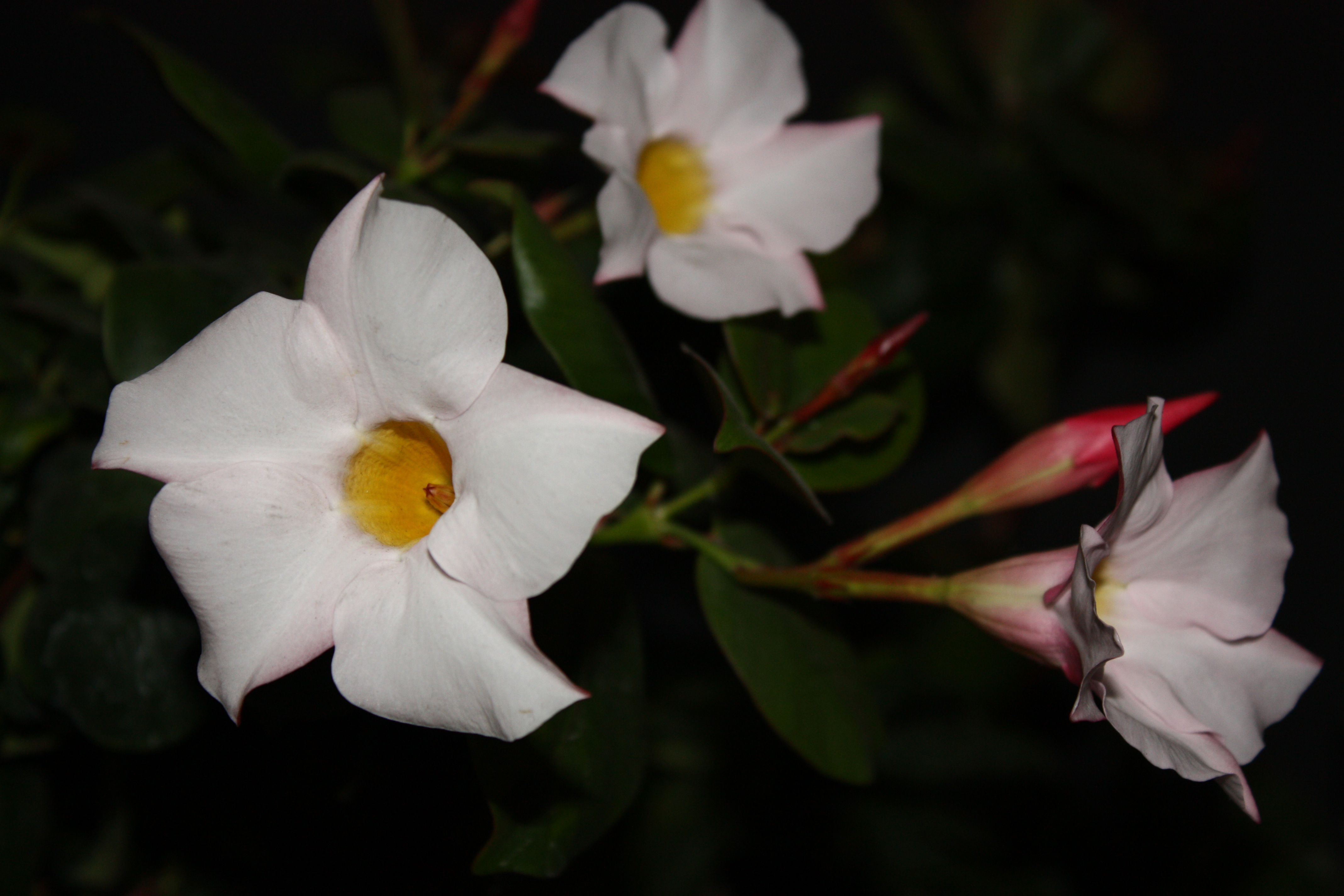
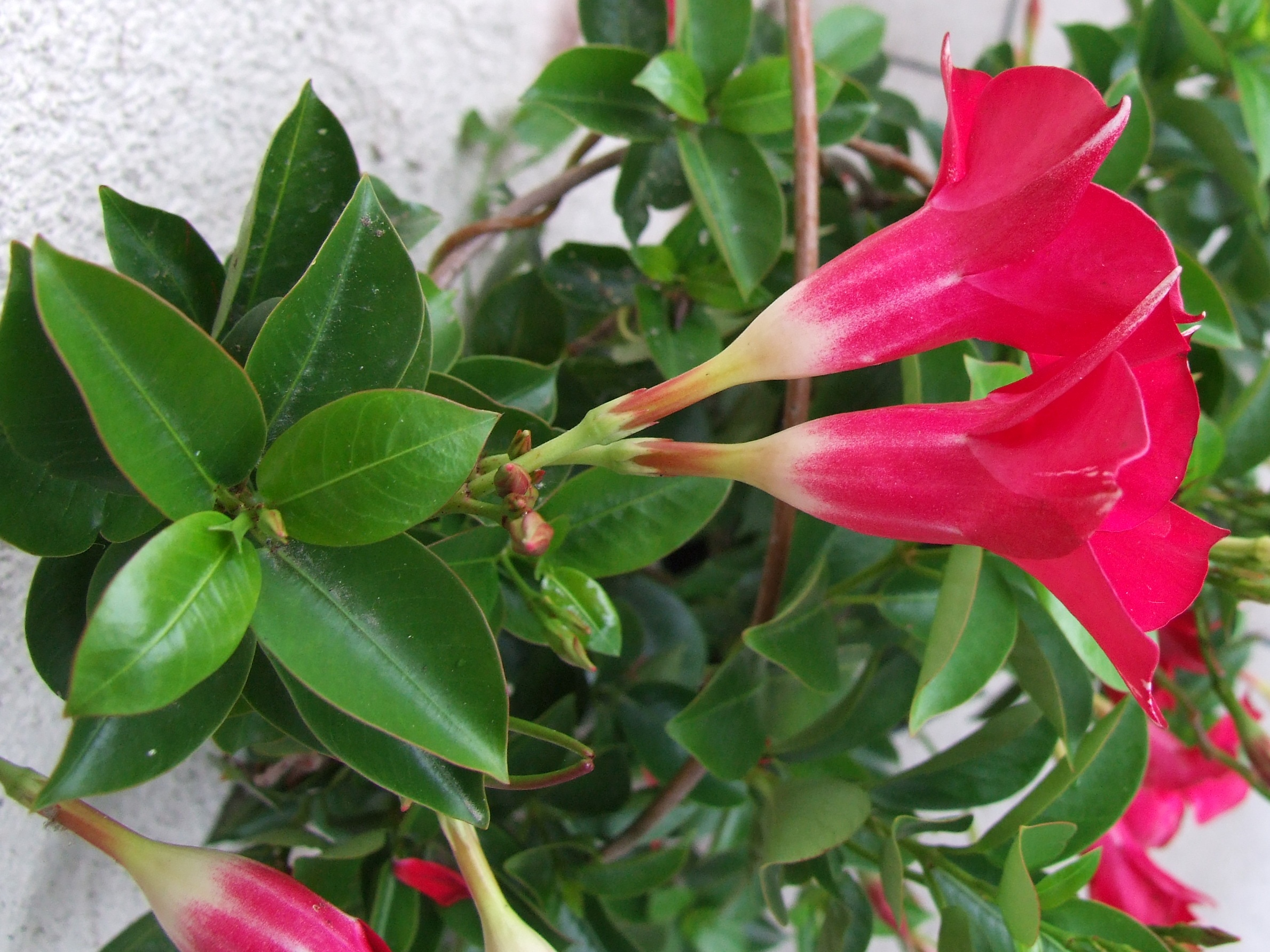
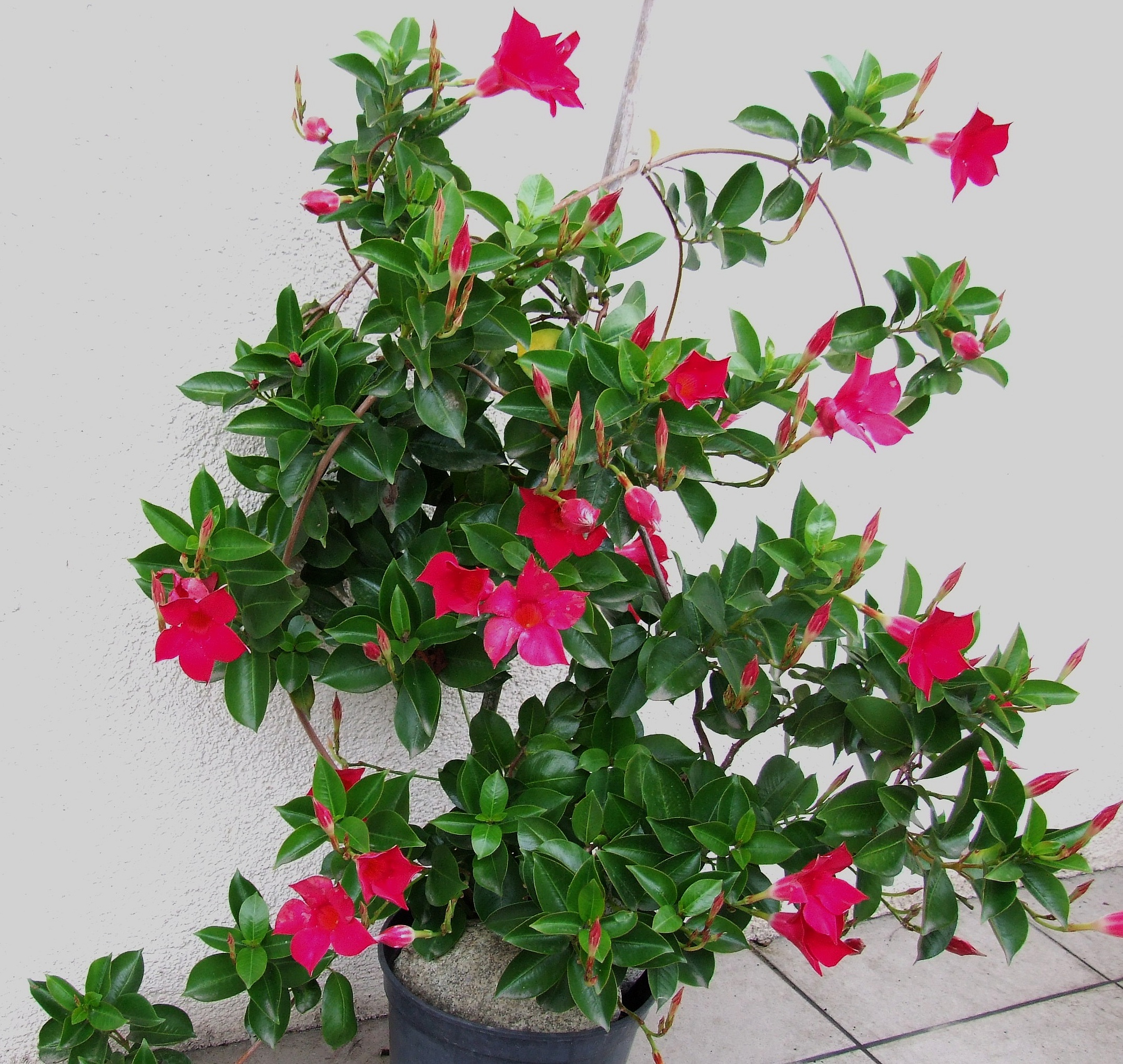
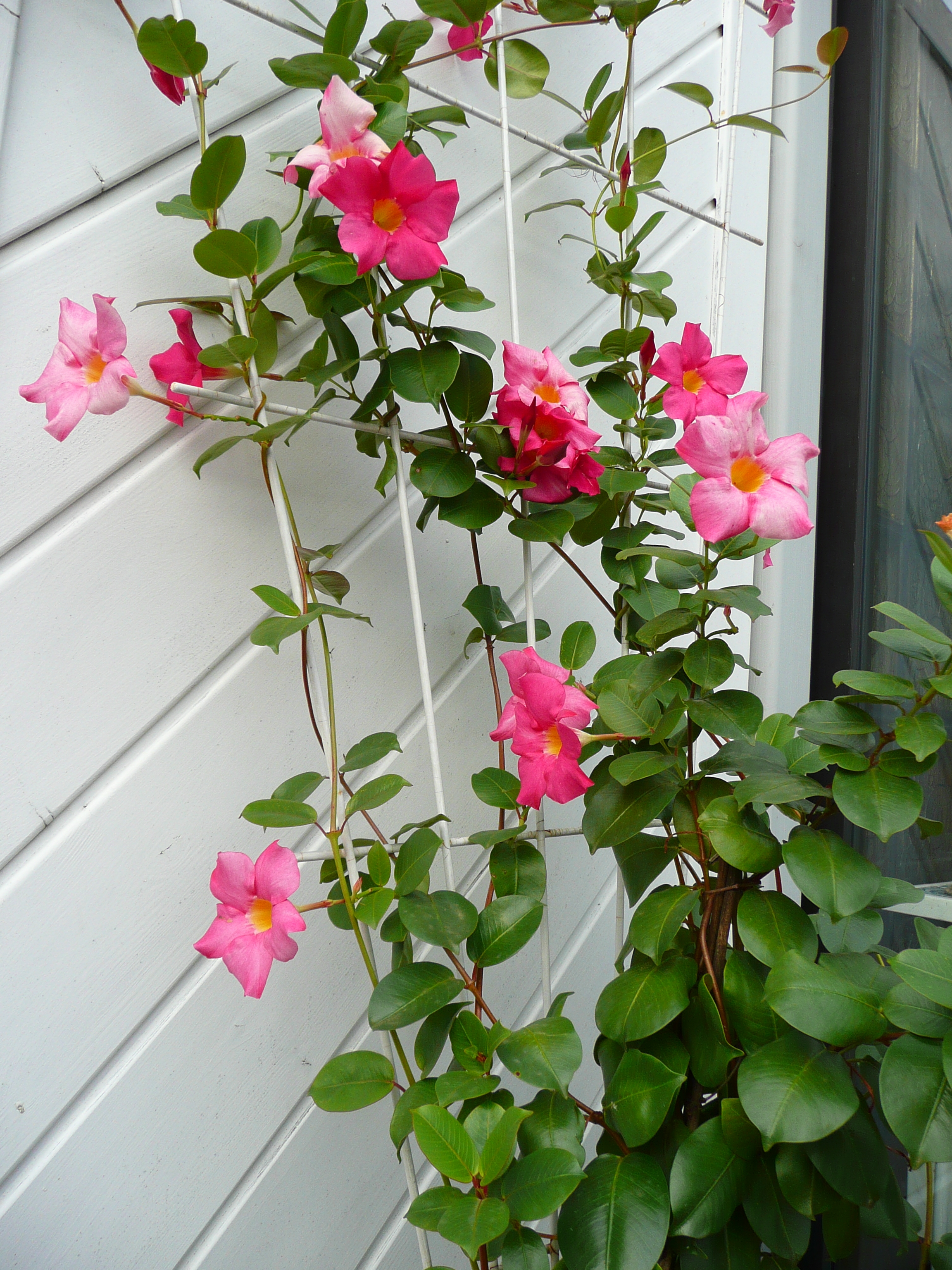
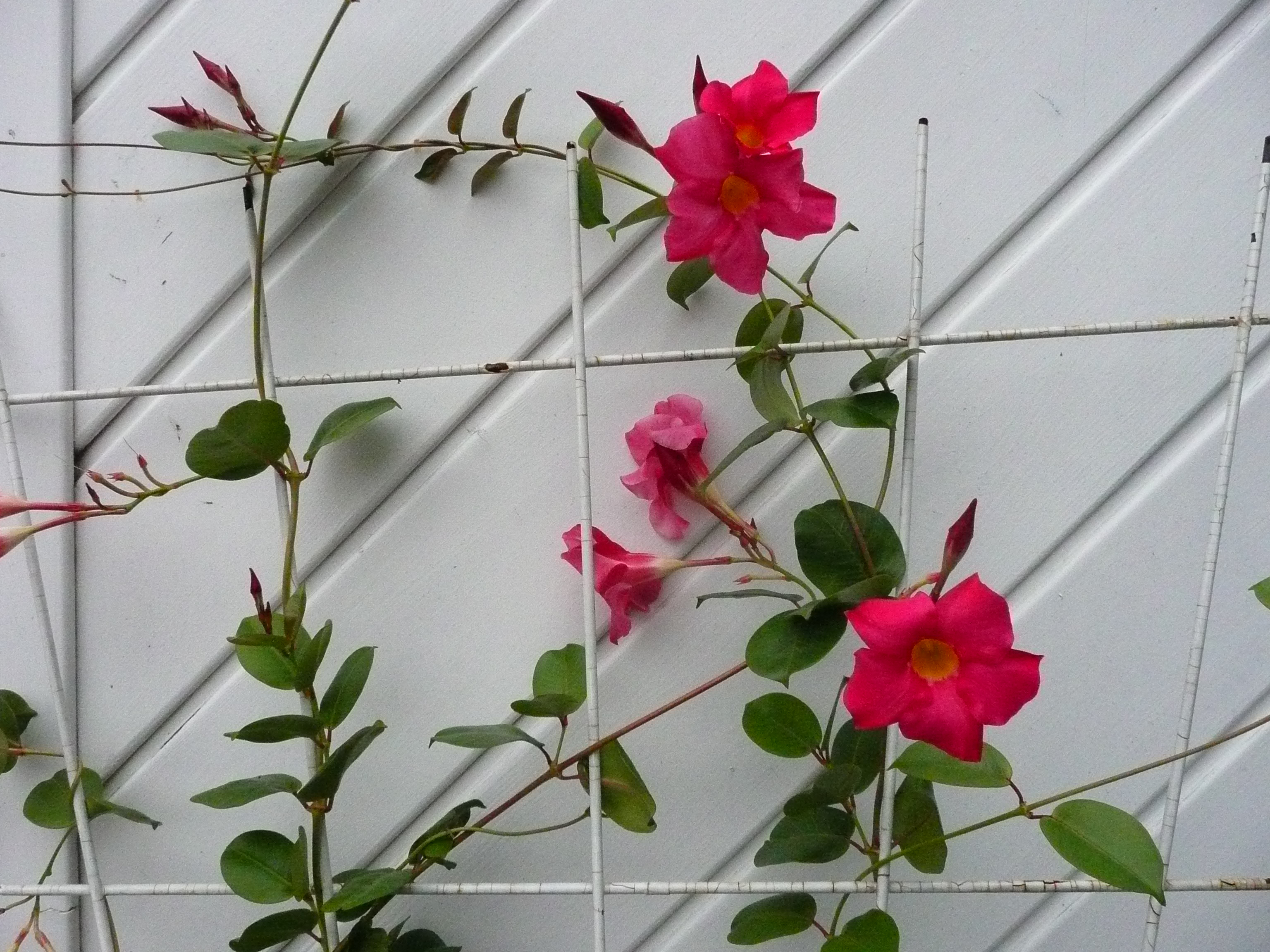
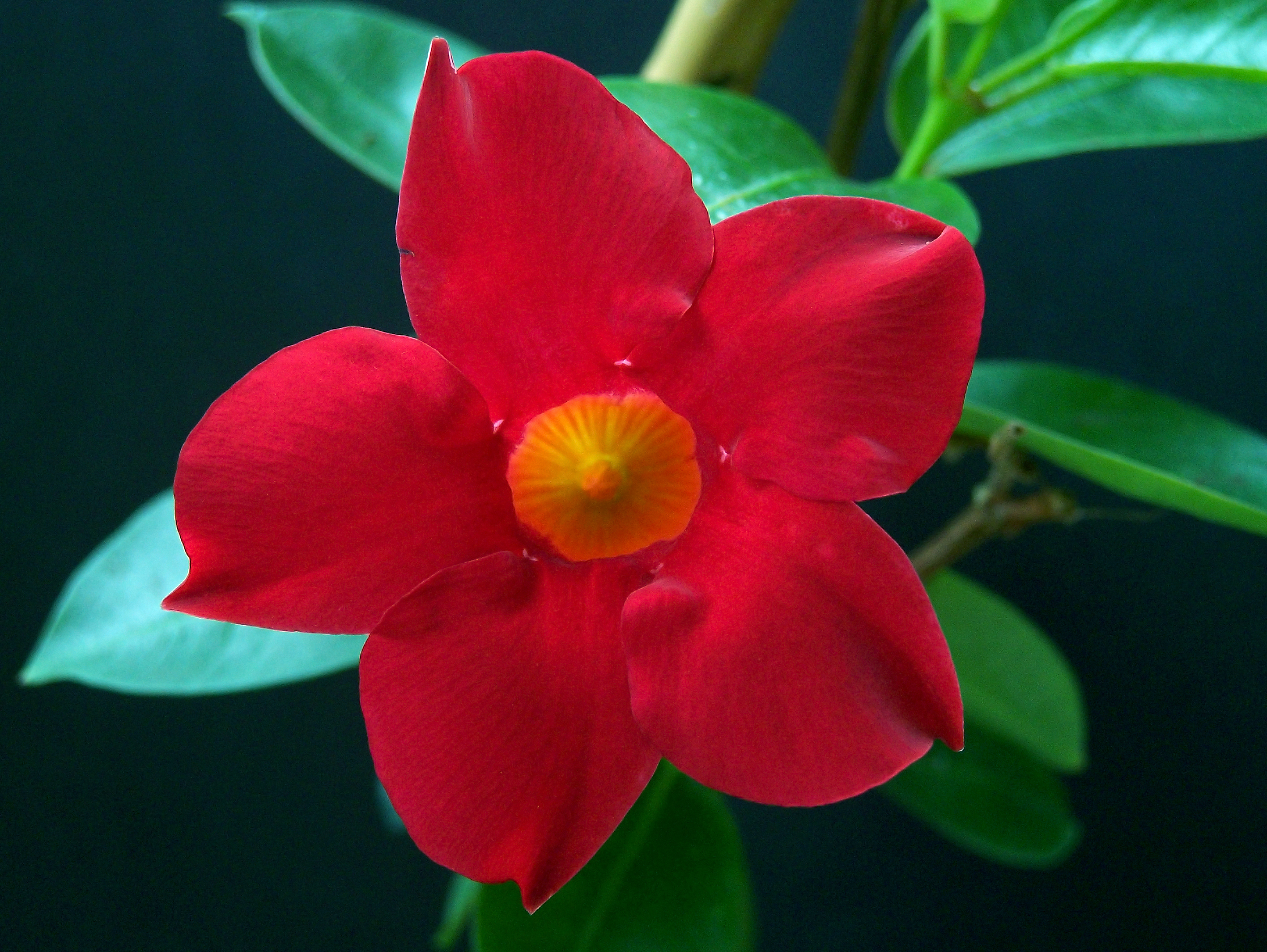